# Háj u Oseka
Háj u Oseka je přírodní památka asi 1,5 kilometru severozápadně od Jeníkova v okrese Teplice. Chráněné území s rozlohou 9,85 ha bylo vyhlášeno 13. srpna 2011. Důvodem jeho zřízení je ochrana evropsky významné lokality s výskytem kuňky obecné.
Chráněné území tvoří komplex dvou mělkých tůní, mokřadů a menšího lužního lesa s množstvím křovin a bažinné vegetace. Lužní les je zčásti zásobován vodou potokem Bouřlivec. Les zde vznikl po ukončení těžby uhlí v padesátých letech 20. století a následovnou rekultivací v šedesátých letech. Značná část dřevin je nepůvodní.

## Historie
Lokalita byla původně tvořena dvěma mělkými mokřady. Na počátku padesátých let 20. století byla obklopená loukami a zemědělsky obdělávaným polem. Následovně byla v okolí zahájena těžbě hnědého uhlí, která měla za následek zánik nedaleké obce Hajniště. Stepní porost po zahájení těžby vymizel a dřevnatý porost se v následujících letech rozšířil do okolí mokřadů. V šedesátých letech došlo k rekultivaci několika okolních lomů.
Do okolí lokality se díky rekultivaci dostávají dřeviny jako topol černý (Populus nigra) a borovice lesní (Pinus sylvestris).  Tyto vysazené dřeviny nejsou pro lokalitu původní ale pomáhají zachovat příhodně podmínky pro udržování populace místních chráněných obojživelníků. Lokalita sezonně vysychá, původně jí protékal bezejmenný potok, který je kompletně bez vody. Háj u Oseka byl vyhlášen za evropsky významnou lokalitu v rámci programu Natura 2000. Dodatečně byla lokalita vyhlášena přírodní památkou v roce 2011, avšak pravidelný ochranářský management se zde neuplatňuje.

## Přírodní poměry
Celková plocha lokality je 9,85 ha. Nadmořská výška se pohybuje v rozmezí 169 až 179 metrů. Jedná se o podmáčený lužní les a sezónně vyskytující se mokřady. V oblasti se nacházejí dvě periodicky vysychající plochy: jižní a severní tůň. Pokud je dostatek vody, zarůstají vodní vegetací jako například bublinatkami či okřehkem. Tůně jsou dotovány srážkovou a podzemní vodou, na konci léta vysychají.

### Geologie
Geologické podloží je tvořeno třetihorními jílovci a jezerními jíly na které zčásti nasedají uhelné sloje a písky Mostecké pánve. Tyto vrstvy pokrývá kombinace deluvio-fluválních sedimentů kvartérního stáří a pseudogleje s oxidovanou, částečně oglejenou hnědozemí. Ojediněle se na lokalitě a jejím okolí nacházejí arenické kambizemě. Chráněné území leží v geomorfologickém okrsku Duchcovská pánev, která je tvořená denudačním plošinami a rozvodními hřbety.

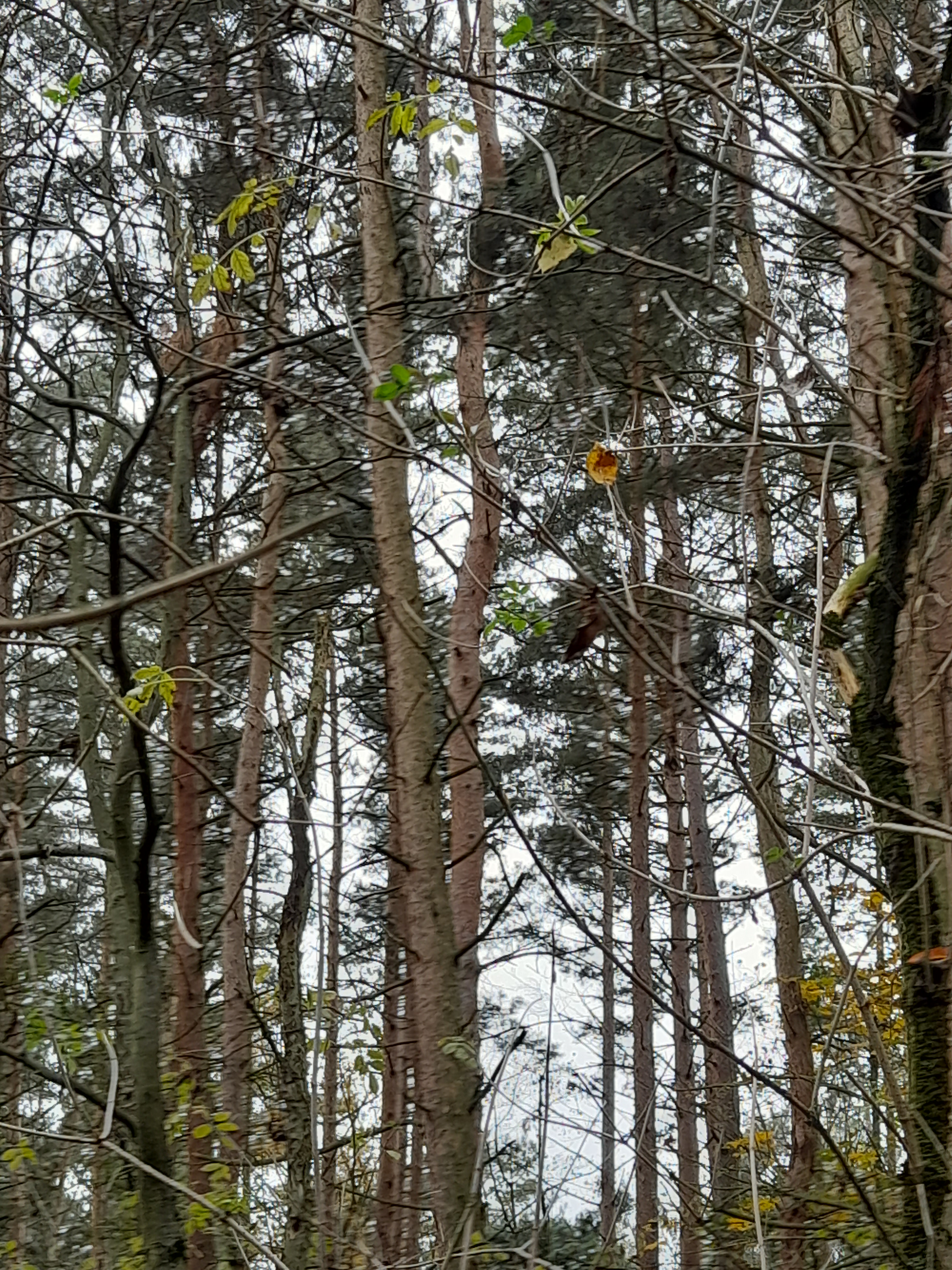
Borovicový porost v centru oblasti

### Flóra

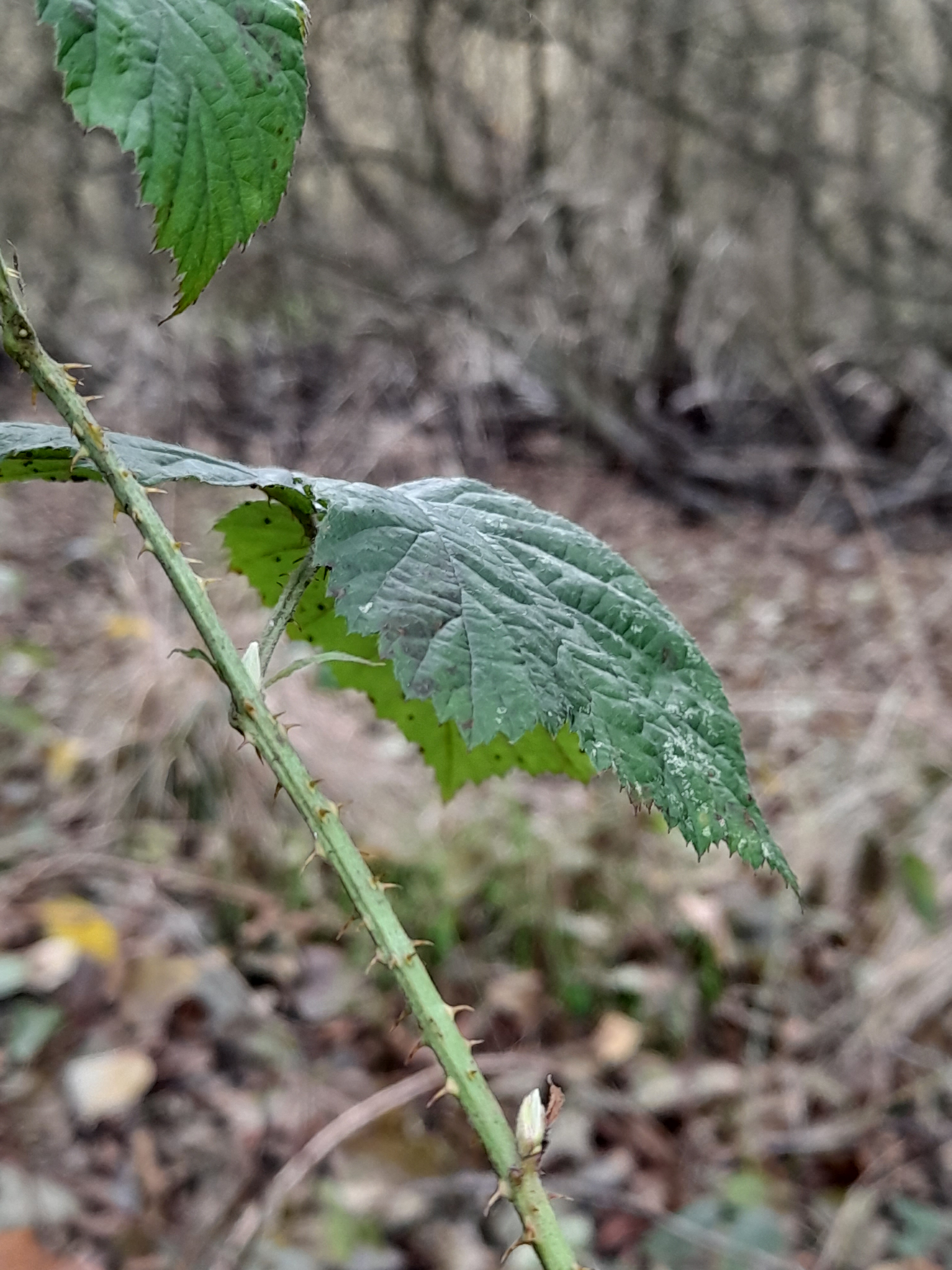
Ostružiník rostoucí převážně na východním okraji lesa

Na lokalitu působí jako sukcesní činitel konstantní šíření dřevin a zazemňování mokřadu pomocí rostlin. Mezi dřeviny rozšířené v okolí přírodní památky patří hlavně topol kanadský hybridní (Populus x candensis), dále se zde vyskytuje javor mléč (Acer platanoides), javor horský (Acer pseudoplatanus), bříza bělokorá (Betula pendula), jasan ztepilý (Fraxinus excelsior) a dub letní (Quercus robur), dub červený (Quercus rubra) je přítomen jen částečně. Vegetace dnes již částečně vyschlé mokřadní části je tvořena převážně olší lepkavou (Alnus glutinosa), bezem černým (Sambucus nigra), mokřadními vrbami (Salix sp.) a ostružiníkem maliníkem (Robus idaeus). Bylinné patro oblasti je z většiny tvořené metlicí trsnatou (Deschampsia caespitosa), papratkou samičí (Athyrium filix-femina). Méně zastoupené jsou druhy jako třeba lilek potměchuť (Solanum dulcamara) a chrastice rákosová (Phalaris arundinacea). V sezonálních mokřadech pak roste okřehek menší (Lemna minor) a okřehek trojbrázdý (Lemna trisulca). V těchto tůních a mokřadech lze nalézt ohrožené druhy jako bublinatka jižní (Utricularia australis), bublinatka obecná (Utricularia vulgaris) a měsíčnice vytrvalá (Lunaria rediviva).

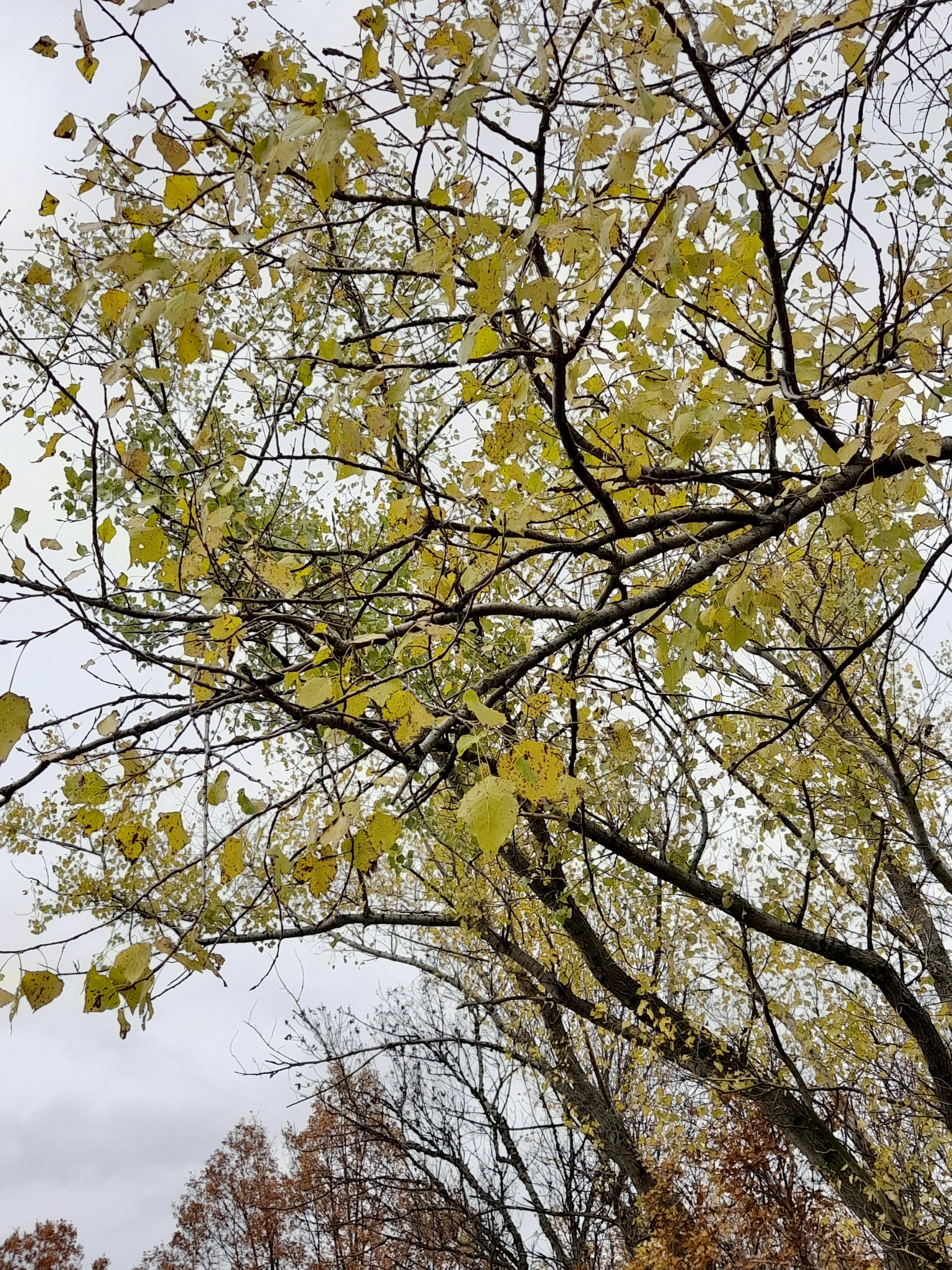
Hybridní topol

### Fauna
Vysychání vodních ploch znemožňuje jakoukoliv trvalou přítomnost ryb. Vlhkost půdy a relativně mělké tůně bez ryb však představují ideální prostředí pro ohrožené druhy obojživelníků. Mezi druhy které se zde vyskytují patří čolek obecný (Lissotriton vulgaris), čolek velký (Triturus cristatus),  ropucha obecná (Bufo bufo) skokan skřehotavý (Rana ridibunda), skokan štíhlý (Rana dalmatina) a kuňka obecná (Bombina bombina). V oblasti je zaznamenaný i výskyt plazů jako ještěrka obecná (Lacerta agilis), slepýše křehkého (Anguis fragilis) a užovky obojkové (Natrix natrix). Na lokalitě se taky vyskytuje několik druhů ptáků, například budníček menší (Phylloscopus collybita) či špaček obecný (Sturnus vulgaris).

## Ochrana přírody

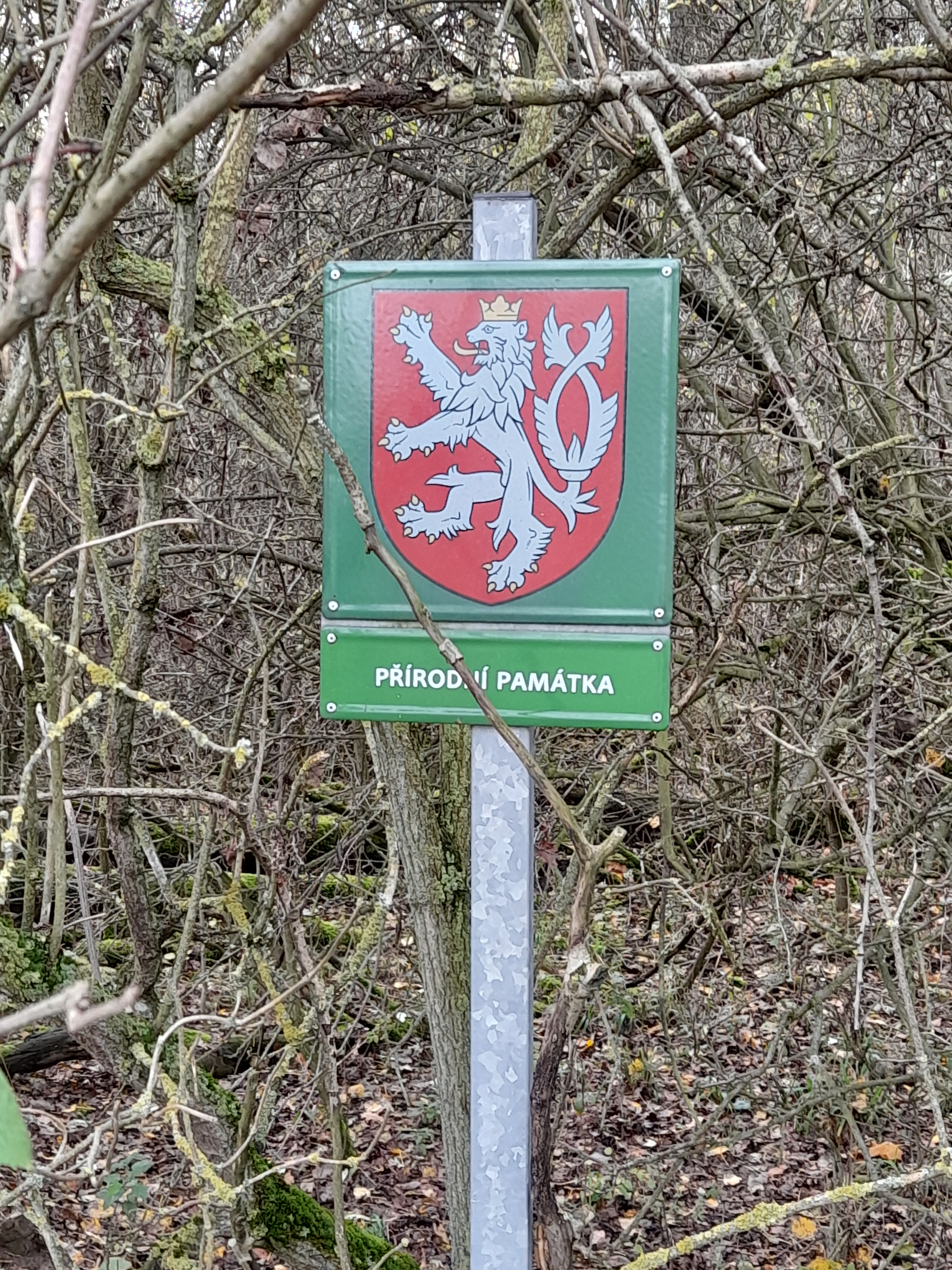
Označení přírodní památky

Předmětem ochrany přírodní památky je výskyt kuňky obecné a jiných chráněných obojživelníků. Ačkoliv podstatná část vegetace je nepůvodní, nezdá se že by tyto dřeviny nějak bránily rozmnožování obojživelníků. Na pěší stezce poblíž lokality je postavena informační cedule. Označení přírodní památky leží na východ od severní tůně.
Vlhkost půdy a zadržování vodních dotací deště je pro udržení populace obojživelníků zásadní. Vodní hladina tůní musí být stabilní po celou dobu jejich rozmnožování. Postupné zazemňování mokřadu kořeny zmenšuje plochu tůní, a tak omezuje rozmnožování fauny. Vodní tok, který dříve tůně zásoboval, už není přítomen. Zmenšování vodní plochy by bylo možno omezit výstavbou nového toku z Bouřlivce či částečným odbahňováním. V současnosti je lokalita minimálně udržována.

## Dostupnost
Lokalita se nachází asi dva kilometry severozápadně od obce Jeníkov a přibližně 1,5 kilometru jižně od města Hrob, odkud je přístupná pěší cestou z autobusové zastávky Háj u Duchcova, statek.